# Romankiwzi
Romankiwzi (ukrainisch Романківці; russisch Романковцы Romankowzy, rumänisch Romancăuţi) ist ein Dorf im Osten der ukrainischen Oblast Tscherniwzi mit etwa 4600 Einwohnern (2021).

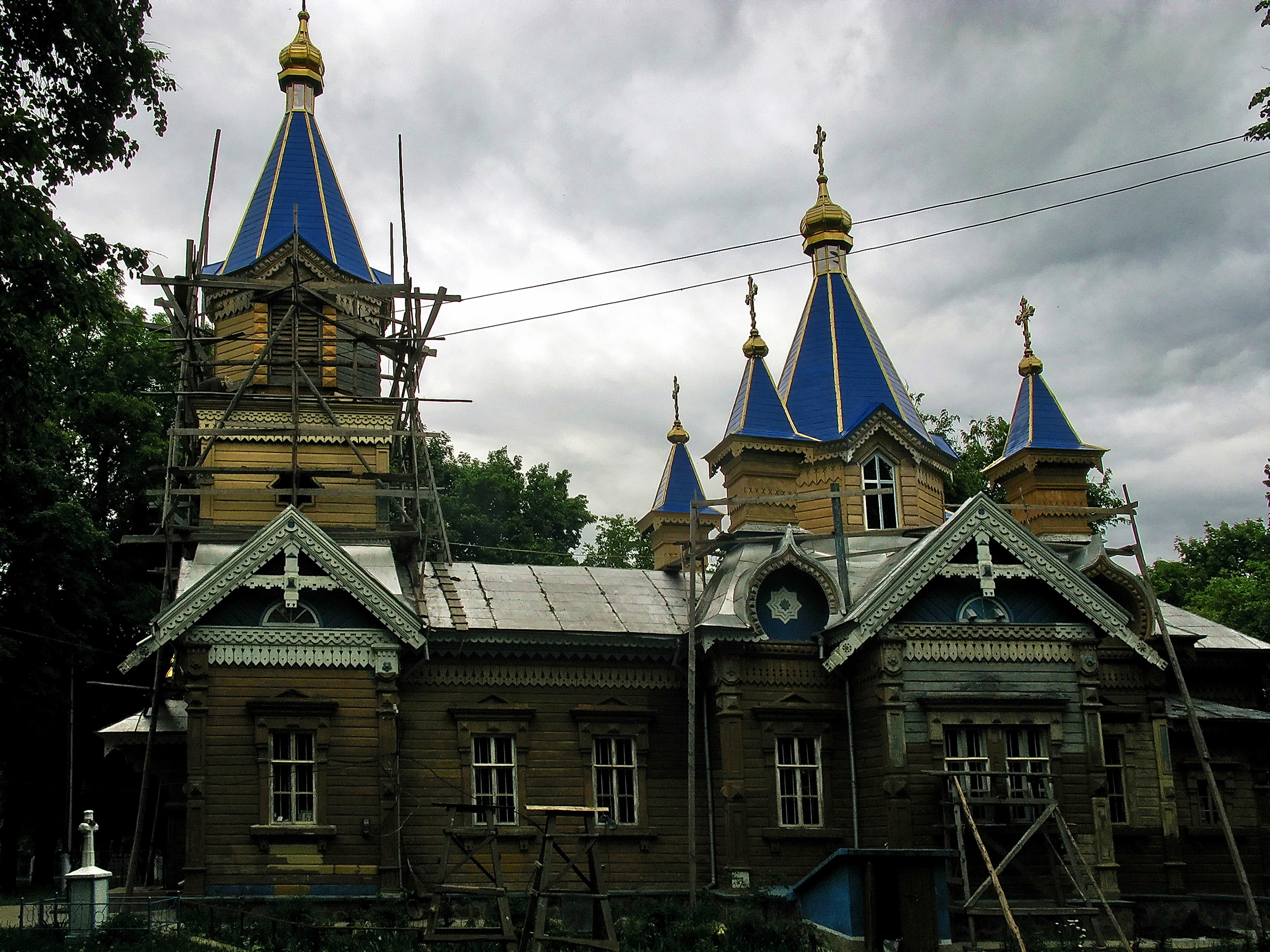
Orthodoxe Michael-Kirche 2010

Das Dorf liegt in der historischen Region Bessarabien an der Regionalstraße P–63 und an der Bahnstrecke Tscherniwzi–Ocnița. Das ehemalige Rajonzentrum Sokyrjany befindet sich 20 km östlich und die Oblasthauptstadt Czernowitz liegt 115 km westlich von Romankiwzi.
Am 12. August 2015 wurde das Dorf ein Teil neu gegründeten Stadtgemeinde Sokyrjany im Rajon Sokyrjany, bis dahin bildete es die Landratsgemeinde Romankiwzi (Романковецька сільська рада/Romankowezka silska rada) im geographischen Zentrum des Rajons.
Seit dem 17. Juli 2020 ist der Ort ein Teil des Rajons Dnister.